# Libro de ruta

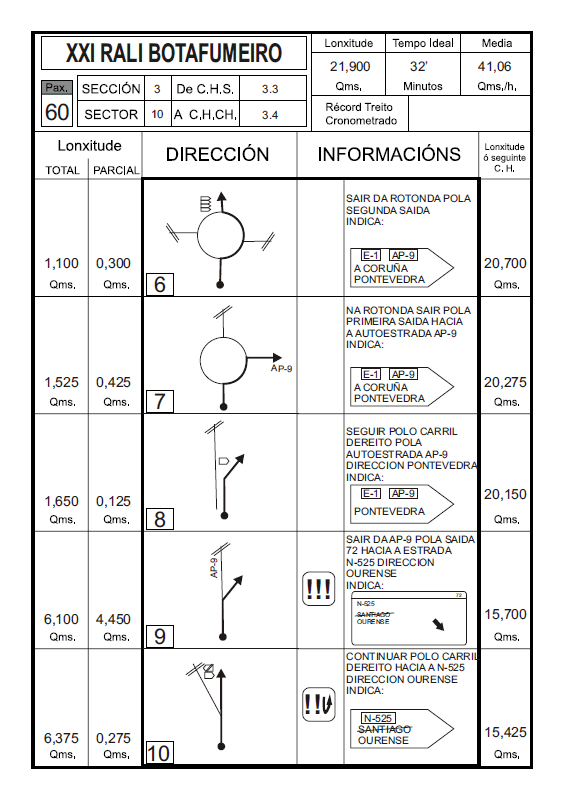
Ejemplo de una hoja de un libro de ruta.

El libro de ruta ( en inglés roadbook), es un libro utilizado en el automovilismo, motociclismo, cuatriciclos, generalmente por el copiloto en automovilismo y por los pilotos en otras categorías sin copiloto, para guiar y orientar al piloto durante una prueba o un recorrido. Es muy utilizado en rallyes, raids y en cualquier deporte de aventura que lo requiera, como por ejemplo el Rally Dakar, o todas las carreras que componen el Campeonato Mundial de Rally
En rally el libro de ruta es, junto a las notas de copiloto y el carnet de ruta la documentación que los copilotos manejan durante la competición.
En la hoja de ruta (en motos y cuatriciclos en forma de rollo), se describen tanto las distancias como la dirección que debe seguir el competidor, así como el ángulo (en grados) de los giros y los posibles peligros o notas importantes que pueden afectar el recorrido. Esta hoja de ruta lo llevará a través de diferentes "waypoints" puntos de pasaje obligatorios para todos los corredores. 

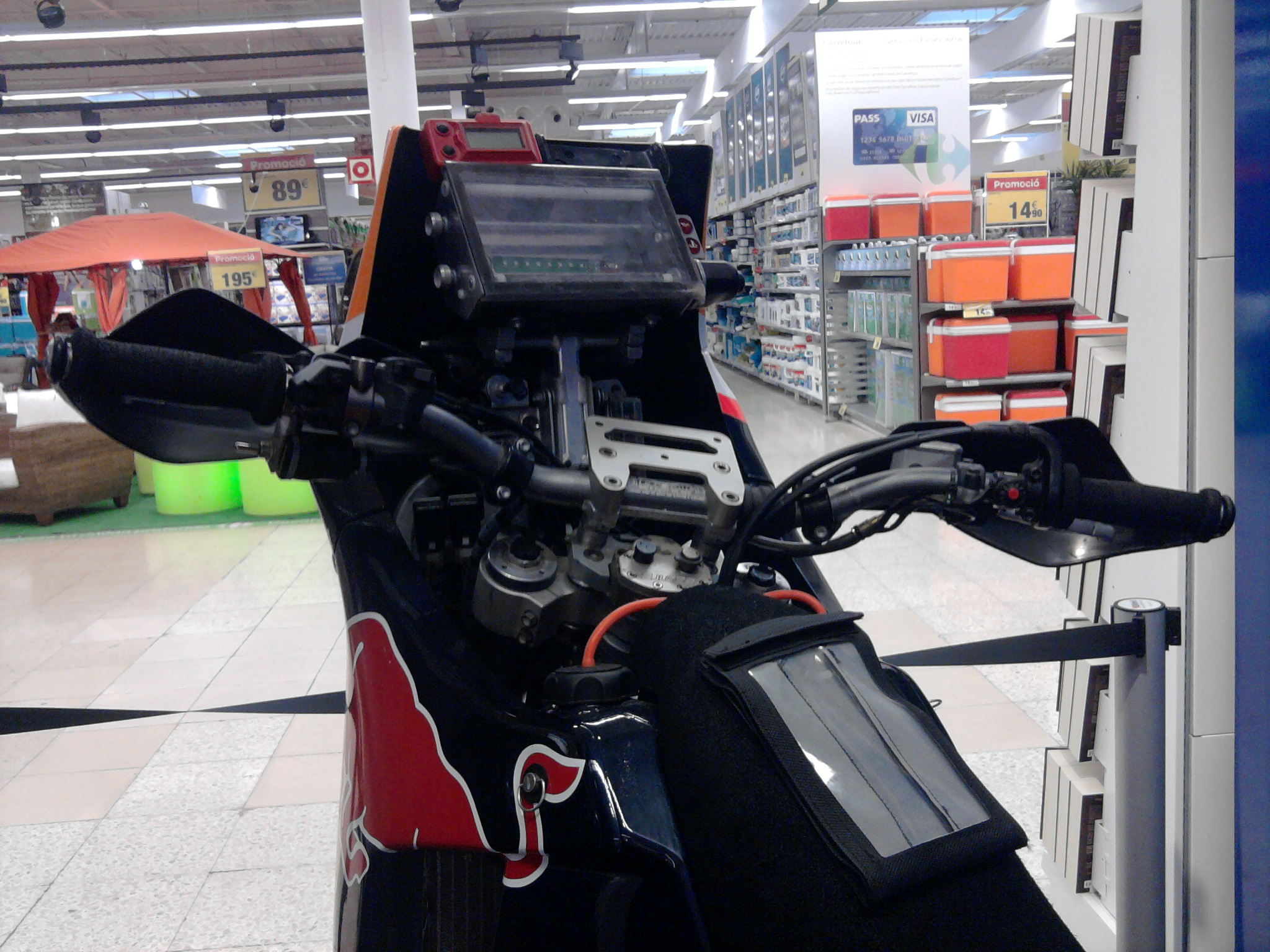
KTM 660 Marc Coma Dakar 2006 d

En algunos rallys, como el Rally Dakar, el libro se complementa con dispositivos electrónicos (GPS) pero que únicamente indican la dirección hacia el siguiente waypoint y no muestran un mapa como los dispositivos GPS de uso cotidiano.